# كيفن ريتشاردسون
كــيــفين سكوت ريتشاردسون (kevin scott richardson) هو مغن وعضو سابق لفريق باكستريت بويز ولد في 3 أكتوبر 1971، في ليكسنغتن، كينتاكي الولايات المتحدة الأمريكية.

## النشأة
ولد كيفن سكوت ريتشاردسون في 3 أكتوبر 1971، في ليكسينغتون، كنتاكي، وهو ابن آن (ني ليتريل) (1943-2022)، ربة منزل، وجيرالد ريتشاردسون الأب (ت. 1991)، رجل خارجي، عسكري. عامل بناء، ورجل إطفاء، ومدير معسكر، وعامل ماهر.
أثناء نشأته، عاش كيفن في مزرعة مساحتها 10 أفدنة مع والديه وشقيقين أكبر منه (جيرالد واين جونيور وتيم)، أحدهما يعمل كعارض أزياء، لمدة 9 سنوات، ثم عاش لاحقًا في كوخ خشبي في معسكر للشباب مملوك للكنيسة كان يديره والده، حيث كان يعمل مستشارًا للمخيم، التقى بصديقه المفضل كيث، المغني والآن حارسًا شخصيًا، وكان منتظمًا في عروض المواهب بالمخيم حتى بلغ 18 عامًا. في المدرسة، لعب دوري البيسبول وكرة القدم، مما دفعه للعب كرة القدم في المدرسة الثانوية وقائد فريقه المسمى Estill Engineers. حصل أيضًا على لقب "القطار" لأنه كان يمر عبر أعضاء الفريق مثل القطار. إلى جانب أعضاء باك ستريت بويز الآخرين، أجرى ريتشاردسون اختبار الحمض النووي الذي كشف أنه 44.1% إنجليزي، و36.2% من شمال وغرب أوروبا، و19.7% أيرلندي واسكتلندي وويلزي.

## انفصال كيفن عن الفريق
في يونيو 2006
ودع الفريق الغنائي الشهيرباكستريت بويز، أقدم أعضائه كيفين ريتشاردسن، الذي انفصل عن الفريق وفقا لبيان
للفريق على موقعه على الإنترنت. وقال ريتشاردسون إنه يغادر الفريق ليتابع اهتمامات أخرى، حسبما ذكرت "[
سي إن إن".
وأضاف ريتشاردسن في البيان «كان قرارا قاسيا جدا بالنسبة لي إلا أنه كان ضروريا للتقدم إلى الفصل المقبل من حياتي.» وقد لمعت فرقة باكستريت بويز في التسعينيات حيث قدمت موسيقى جديدة للشباب، مدعومة بالانسجام العاطفي وخطوات الرقص المتزامنة لأعضائها وهيئتهم البراقة، ولكن في يوم 29 أبريل 2012 اعلنت الفرقة بعودة القائد لها وهو كيفن ريتشاردسون.

## وصلات خارجية
- كيفن ريتشاردسون على موقع IMDb (الإنجليزية)
- كيفن ريتشاردسون على موقع ميتاكريتيك (الإنجليزية)
- كيفن ريتشاردسون على موقع روتن توميتوز (الإنجليزية)
- كيفن ريتشاردسون على موقع ألو سيني (الفرنسية)
- كيفن ريتشاردسون على موقع ميوزك برينز (الإنجليزية)
- كيفن ريتشاردسون على موقع أول موفي (الإنجليزية)
- كيفن ريتشاردسون على موقع قاعدة بيانات برودواي على الإنترنت (الإنجليزية)
- كيفن ريتشاردسون على موقع إن إن دي بي (الإنجليزية)
- كيفن ريتشاردسون على موقع أول ميوزيك (الإنجليزية)
- كيفن ريتشاردسون على موقع ديسكوغز (الإنجليزية)